# Miguel Ángel Britos
Miguel Ángel Britos Cabrera (Maldonado, 17 luglio 1985) è un ex calciatore uruguaiano di ruolo difensore.

## Caratteristiche tecniche
Difensore centrale o terzino sinistro, mancino di piede.

## Carriera

### Club

#### I primi anni in Uruguay e l'arrivo in Italia: Bologna
Ha esordito tra i professionisti a 20 anni, con il Fénix, squadra del suo paese con cui ha poi messo a referto 12 presenze. Nel 2006 si trasferisce nella Juventud, totalizzando 33 presenze e 3 reti. Nel luglio del 2007 viene ceduto al Montevideo Wanderers. Nel 2008 viene acquistato dal Bologna per 4 milioni di euro, club nel quale si impone progressivamente come titolare e nel quale milita per tre campionati segnalandosi per un rendimento costante e positivo, segnando anche 4 reti.

#### Il passaggio al Napoli

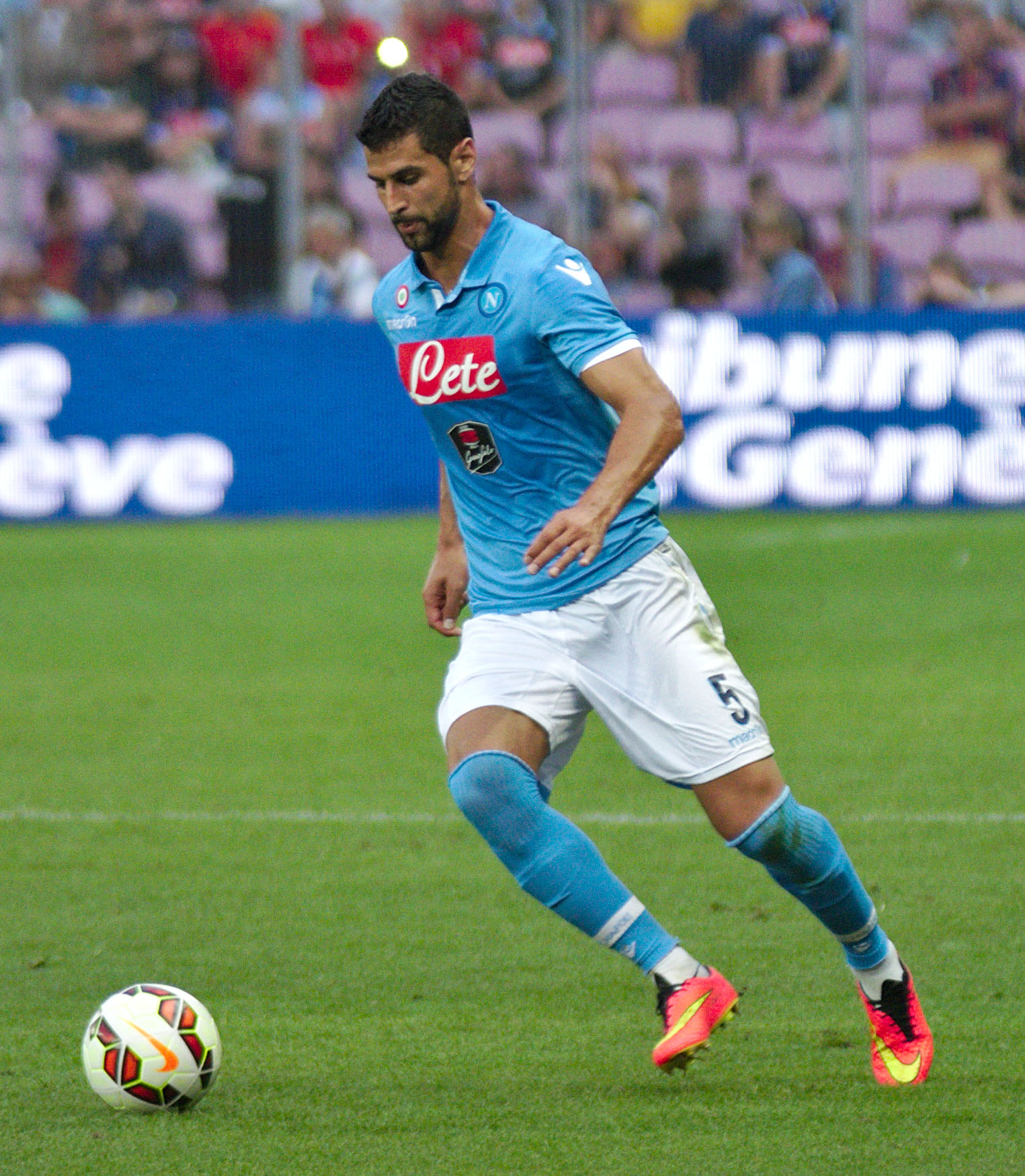
Britos in azione in maglia azzurra nell'estate del 2014

Il 12 luglio 2011 passa al Napoli per una cifra intorno agli 8 milioni di euro più il prestito di Vitale, sottoscrivendo un contratto quadriennale con la società partenopea.
Durante il Trofeo Gamper disputatosi nel precampionato tra Barcellona e Napoli rimedia un'infrazione al quinto metatarso del piede destro, procurandosi uno stop di quattro mesi. Debutta così in gare ufficiali il 12 gennaio 2012, giocando da titolare la gara di Coppa Italia contro il Cesena. Segna il suo primo gol con la maglia del Napoli il 13 febbraio 2012 su colpo di testa da azione di calcio d'angolo nella partita contro il Chievo, portando la squadra avanti 1-0. Il 20 maggio vince il primo trofeo in carriera, la Coppa Italia, subentrando nei minuti finali nella vittoriosa finale di Roma contro la Juventus.
Inizia la stagione 2012-2013 giocando da titolare nella supercoppa italiana persa ai supplementari tra mille polemiche contro la Juventus. L'8 novembre 2012 esordisce in Europa League giocando dal primo minuto nella vittoria interna contro gli ucraini del Dnipro (4-2), in Europa League. La stagione, in cui gioca con regolarità, si conclude con 22 presenze e 0 reti.
Nella stagione 2013-2014, con l'arrivo di Rafael Benítez in panchina, inizia il campionato da titolare al fianco di Raúl Albiol, e alla quarta giornata di campionato sigla il gol d'apertura contro il Milan, partita che poi terminerà 2-1 a favore del Napoli. Il 18 settembre 2013 fa il suo esordio in Champions League contro i vicecampioni del Borussia Dortmund, partita vinta dal Napoli per 2-1. A fine stagione vincerà nuovamente la coppa Italia con il Napoli.

#### Watford
Il 22 luglio 2015 viene acquistato dal Watford, squadra neopromossa in Premier League, firmando un contratto triennale. Milita con i londinesi sino al 2019, anno in cui si ritira dal calcio.

## Statistiche

### Presenze e reti nei club
| Stagione        | Squadra              | Campionato      | Campionato | Campionato | Coppe nazionali | Coppe nazionali | Coppe nazionali | Coppe continentali | Coppe continentali | Coppe continentali | Altre coppe | Altre coppe | Altre coppe | Totale | Totale |
| Stagione        | Squadra              | Comp            | Pres       | Reti       | Comp            | Pres            | Reti            | Comp               | Pres               | Reti               | Comp        | Pres        | Reti        | Pres   | Reti   |
| --------------- | -------------------- | --------------- | ---------- | ---------- | --------------- | --------------- | --------------- | ------------------ | ------------------ | ------------------ | ----------- | ----------- | ----------- | ------ | ------ |
| 2005            | Fénix                | PD              | 2          | 0          | -               | -               | -               | -                  | -                  | -                  | -           | -           | -           | 2      | 0      |
| 2005-2006       | Fénix                | PD              | 10         | 0          | -               | -               | -               | -                  | -                  | -                  | -           | -           | -           | 10     | 0      |
| Totale Fénix    | Totale Fénix         | Totale Fénix    | 12         | 0          |                 | -               | -               |                    | -                  | -                  |             | -           | -           | 12     | 0      |
| 2006-2007       | Juventud             | SD              | 33         | 3          | -               | -               | -               | -                  | -                  | -                  | -           | -           | -           | 33     | 3      |
| 2007-2008       | Montevideo Wanderers | PD              | 12         | 1          | -               | -               | -               | CL                 | 2                  | 0                  | -           | -           | -           | 14     | 1      |
| 2008-2009       | Bologna              | A               | 14         | 1          | CI              | 2               | 0               | -                  | -                  | -                  | -           | -           | -           | 16     | 1      |
| 2009-2010       | Bologna              | A               | 23         | 0          | CI              | 1               | 0               | -                  | -                  | -                  | -           | -           | -           | 24     | 0      |
| 2010-2011       | Bologna              | A               | 34         | 3          | CI              | 0               | 0               | -                  | -                  | -                  | -           | -           | -           | 34     | 3      |
| Totale Bologna  | Totale Bologna       | Totale Bologna  | 71         | 4          |                 | 3               | 0               |                    | -                  | -                  |             | -           | -           | 74     | 4      |
| 2011-2012       | Napoli               | A               | 11         | 1          | CI              | 2               | 0               | UCL                | -                  | -                  | -           | -           | -           | 13     | 1      |
| 2012-2013       | Napoli               | A               | 22         | 0          | CI              | 1               | 0               | UEL                | 3                  | 0                  | SI          | 1           | 0           | 27     | 0      |
| 2013-2014       | Napoli               | A               | 16         | 1          | CI              | 1               | 0               | UCL+UEL            | 2+3                | 0                  | -           | -           | -           | 22     | 1      |
| 2014-2015       | Napoli               | A               | 19         | 1          | CI              | 4               | 0               | UCL+UEL            | 2+12               | 0                  | SI          | 0           | 0           | 37     | 1      |
| Totale Napoli   | Totale Napoli        | Totale Napoli   | 68         | 3          |                 | 8               | 0               |                    | 22                 | 0                  |             | 1           | 0           | 99     | 3      |
| 2015-2016       | Watford              | PL              | 24         | 0          | FACup+CdL       | 2+1             | 0               | -                  | -                  | -                  | -           | -           | -           | 27     | 0      |
| 2016-2017       | Watford              | PL              | 27         | 1          | FACup+CdL       | 2+0             | 0               | -                  | -                  | -                  | -           | -           | -           | 29     | 1      |
| 2017-2018       | Watford              | PL              | 12         | 1          | FACup+CdL       | 0               | 0               | -                  | -                  | -                  | -           | -           | -           | 12     | 1      |
| 2018-2019       | Watford              | PL              | 3          | 0          | FACup+CdL       | 3+0             | 0               | -                  | -                  | -                  | -           | -           | -           | 6      | 0      |
| Totale Watford  | Totale Watford       | Totale Watford  | 66         | 2          |                 | 8               | 0               |                    | -                  | -                  |             | -           | -           | 74     | 2      |
| Totale carriera | Totale carriera      | Totale carriera | 262        | 13         |                 | 19              | 0               |                    | 24                 | 0                  |             | 1           | 0           | 306    | 13     |

## Palmarès

### Club

#### Competizioni nazionali
- Coppa Italia: 2

Napoli: 2011-2012, 2013-2014
- Supercoppa italiana: 1

Napoli: 2014